# Brnjaci
Brnjaci es un pueblo ubicado en el municipio de Kiseljak, en el cantón de Bosnia Central, Bosnia y Herzegovina.

## Superficie
Cuenta con una superficie de 1,43 kilómetros cuadrados.

## Demografía
Hasta 2013 la población era de 1065 habitantes, con una densidad de población de 744,7 habitantes por kilómetro cuadrado.